# Gravetti Engineering
Gravetti Engineering Limited war ein britischer Hersteller von Automobilen.

## Unternehmensgeschichte
Nigel Gravett gründete am 18. Juli 1984 das Unternehmen in Staplecross in der Grafschaft East Sussex. Er übernahm ein Projekt von Automotive Design & Developments und begann mit der Produktion von Automobilen und Kits. Der Markenname lautete Gravetti. 1985 erfolgte der Umzug nach Sandhurst in Kent, 1986 nach Mere in Wiltshire, am 22. Februar 1988 nach Wincanton in Somerset und am 27. Juni 1988 nach Bristol. 1988 endete die Produktion. Am 12. Juli 1993 wurde das Unternehmen aufgelöst.

## Fahrzeuge
Das einzige Modell war der 427. Dies war die Nachbildung des AC Cobra. Auf einen Leiterrahmen wurde eine offene Karosserie aus Fiberglas montiert.
Insgesamt entstanden etwa 70 Exemplare des Modells 427 bei den drei Herstellern.